# Sisymbrium subspinescens
Sisymbrium subspinescens là một loài thực vật có hoa trong họ Cải. Loài này được Bunge miêu tả khoa học đầu tiên năm 1847.